# Religia w Rumunii

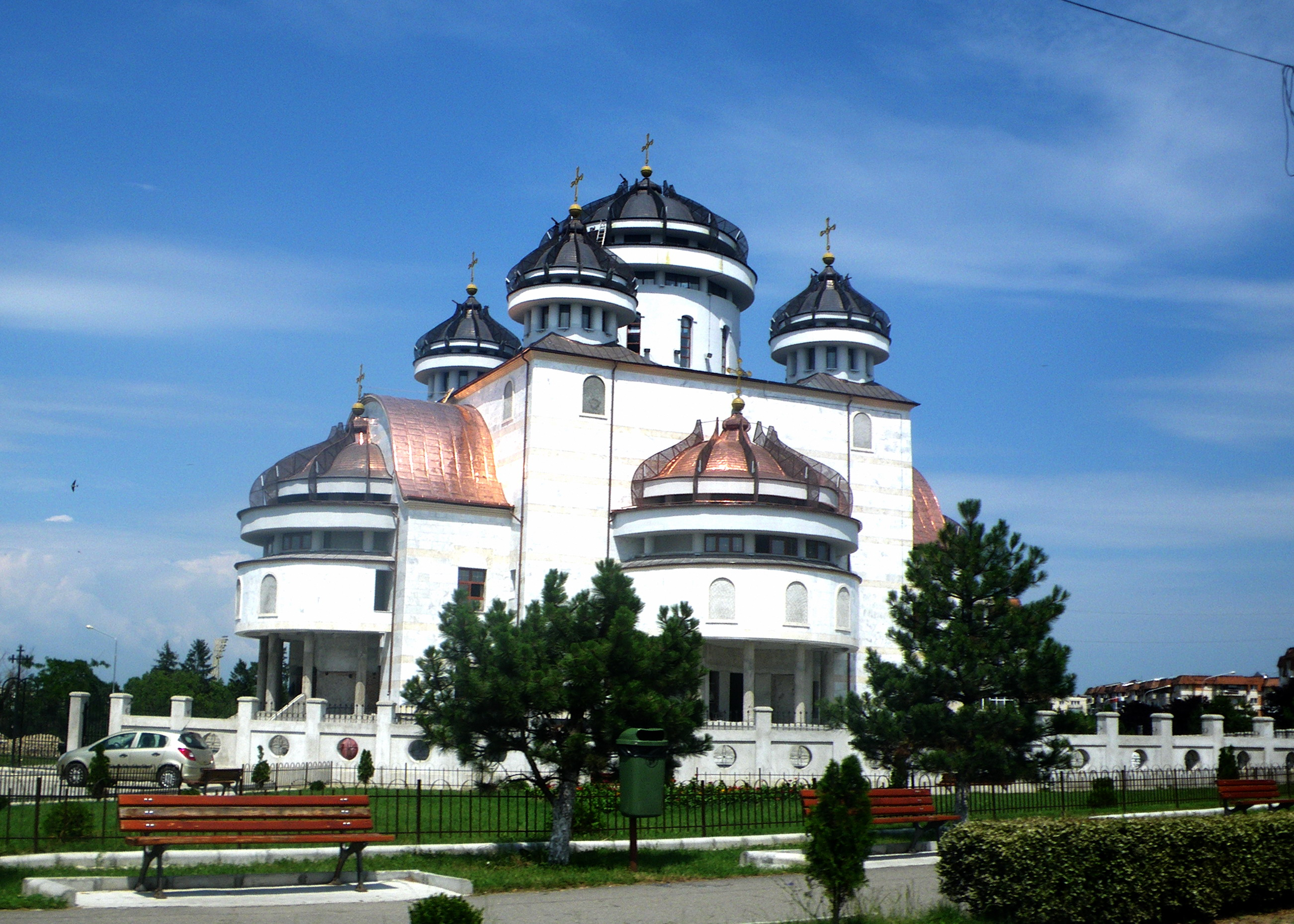
Cerkiew prawosławna w Mioveni

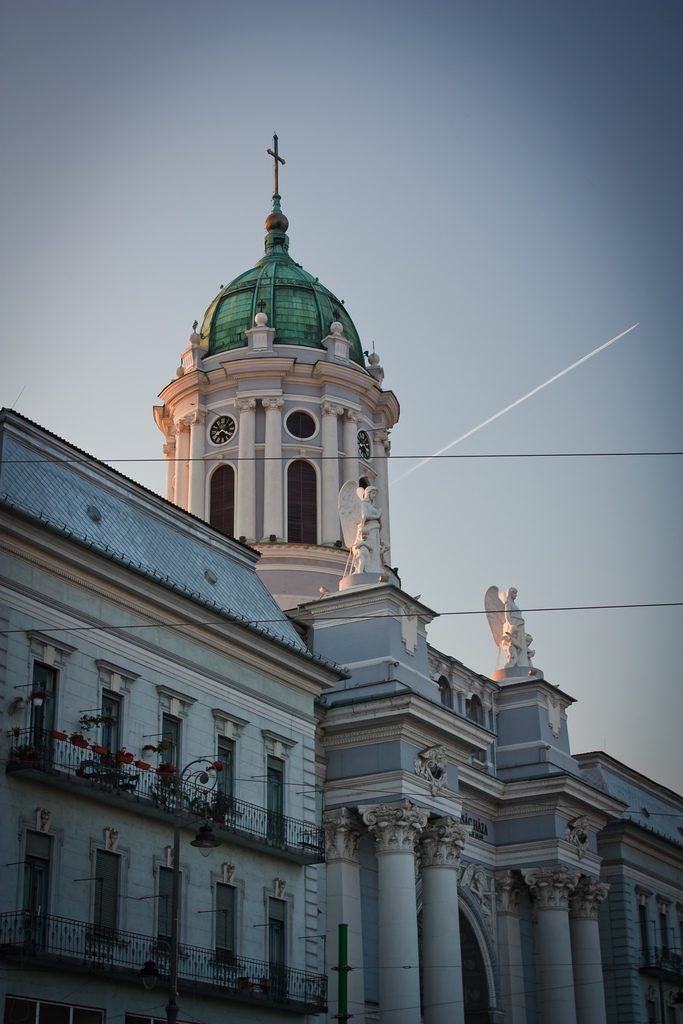
Kościół rzymskokatolicki w Aradzie

Rumunia jest państwem świeckim i nie ma ustanowionej religii państwowej. Jednak większość obywateli tego kraju jest chrześcijanami. Dominującym wyznaniem jest prawosławie. Największe mniejszości religijne zrzeszające ponad 5% ludności stanowią protestanci i katolicy. Obecne tutaj są także niewielkie grupy muzułmanów, unitarian i Świadków Jehowy.

## Chrześcijaństwo
Prawosławie jest największym wyznaniem w Rumunii wyznawanym przez większość społeczeństwa. Rumuński Kościół Prawosławny według różnych danych zrzesza od 16 do 18 milionów wiernych. Działają tutaj także inne wspólnoty prawosławne, w tym Ukraiński Kościół Prawosławny. Frekwencja w Kościele jest jednak znacznie niższa. Według ankiety za wrzesień-październik 2007, 38% chodzi do kościoła kilka razy w miesiącu lub więcej, 20% chodzi do kościoła raz na miesiąc, 33% przychodzi raz lub dwa razy do roku, a 7% w ogóle nie odwiedza kościoła.
Protestantyzm obejmuje ponad 1 milion wyznawców i reprezentowany jest przez różne wyznania i denominacje. Najwięcej wyznawców posiadają kalwini, zielonoświątkowcy, baptyści, adwentyści dnia siódmego, ewangeliczni i Bracia plymuccy.
Katolicyzm reprezentowany jest przez Kościół rzymskokatolicki, oraz Kościół greckokatolicki. Kościół łaciński składa się z dwóch archidiecezji i czterech diecezji. Jest drugą co do wielkości denominacją po Rumuńskim Kościele Prawosławnym i jedną z 16 religii uznawanych przez państwo. Według spisu z 2011 roku 870 774 obywateli Rumunii jest wiernymi Kościoła katolickiego (4,3% populacji). Spośród nich największe grupy stanowili Węgrzy (ok. 500 000), Rumuni (ok. 300 000), Niemcy (ok. 20 000) i Słowacy (ok. 9000). Kościół greckokatolicki posiada odrębną jurysdykcję, pięć eparchii i jedną archieparchię kierowane przez arcybiskupa większego (w ten sposób Kościół ma swój własny synod). Większość jego członków to Rumuni z Siedmiogrodu.

## Islam
Mimo że liczba wyznawców islamu jest stosunkowo niewielka, islam szczyci się 700-letnią tradycją w Rumunii, a w szczególności na wybrzeżu czarnomorskim i w Dobrudży, które były częścią Imperium Osmańskiego przez prawie pięć wieków. Islam w Rumunii reprezentowany jest głównie przez Turków i Tatarów.

## Liczba wyznawców (dane statystyczne)
W trakcie Spisu Powszechnego Rumunii w 2011 na 20,12 mln. obywateli którzy poddali się spisowi 18,87 mln. zadeklarowało swoją przynależność konfesyjną lub jej brak (dla pozostałych 1,25 mln. brak danych). Spośród ogółu spisanych największe grupy wyznaniowe przedstawiały się następująco::
| Religia                  | Procent ludności |
| Prawosławie              | 81,1%            |
| Katolicyzm               | 5,1%             |
| Kalwinizm                | 3,0%             |
| Islam                    | 0,3%             |
| Ateizm i bezwyznaniowość | 0,2%             |

Liczba wyznawców największych denominacji w Rumunii według Operation World, w 2010 roku przedstawia się następująco:
| Religie/kościoły                         | Liczba wiernych | Procent ludności |
| ---------------------------------------- | --------------- | ---------------- |
| Rumuński Kościół Prawosławny             | 18 060 000      | 85,2%            |
| Kościół rzymskokatolicki                 | 940 500         | 4,44%            |
| Kościół Reformowany w Rumunii            | 695 000         | 3,28%            |
| Zielonoświątkowy Apostolski Kościół Boży | 351 000         | 1,66%            |
| Armia Pana (kościół prawosławny)         | 300 000         | 1,42%            |
| Kościół Rumuński Zjednoczony z Rzymem    | 178 000         | 0,84%            |
| Islam                                    | 122 903         | 0,58%            |
| Rumuńska Unia Baptystyczna               | 118 500         | 0,56%            |
| Kościół Adwentystów Dnia Siódmego        | 101 000         | 0,48%            |
| Unitariański Kościół Siedmiogrodu        | 78 000          | 0,37%            |
| Cygański Ruch Ewangeliczny               | 58 000          | 0,27%            |
| Bracia plymuccy                          | 45 100          | 0,21%            |
| Świadkowie Jehowy                        | 39 444 (2022)   | 0,2%             |
| Ukraiński Kościół Prawosławny            | 40 000          | 0,19%            |

## Badania dotyczące przekonań religijnych
Według sondażu Eurobarometru z 2010 roku odpowiedzi mieszkańców Rumunii na pytania w sprawie wiary były następujące:
- 92% – „Wierzę w istnienie Boga”
- 7% – „Wierzę w istnienie pewnego rodzaju ducha lub siły życiowej”
- 1% – „Nie wierzę w żaden rodzaj ducha, Boga lub siły życiowej”.